# Marin Mersenne

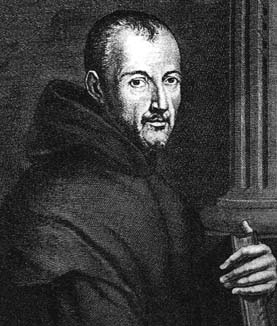
Marin Mersenne

Marin Mersenne, OM (* 8. September 1588 in Sountière bei Bourg d’Oizé, Maine; † 1. September 1648 in Paris; latinisierter Gelehrtenname Marinus Mersenius) war ein französischer Theologe, Mathematiker und Musiktheoretiker.

## Leben
Marin Mersenne lernte 1604 bis 1609 am Collège Henri-IV de La Flèche zusammen mit René Descartes und studierte 1609 bis 1611 Theologie an der Pariser Sorbonne. Er trat 1611 dem Paulanerorden (Orden der Minimiten, kurz OM) bei und empfing im darauffolgenden Jahr die Priesterweihe. Er lebte von 1619 bis 1648 im Kloster der Paulaner in Paris, in der nach dem Kloster benannten Rue des Minimes. Von 1620 an war er viel auf Reisen durch ganz West- und Südeuropa.
Ab der Mitte seines Lebens entwickelte Mersenne eine skeptische Haltung gegenüber vielen metaphysischen Erklärungen von Naturphänomenen, die aus scholastischer Tradition überliefert waren. So wurde er zum Kritiker des Aristotelismus und Gegner von mystischen Lehren (Alchemie, Astrologie, Kabbala, Rosenkreuzer). Er unterstützte die modernen Naturwissenschaften, die physikalischen und astronomischen Theorien von Galileo Galilei und die Philosophie René Descartes’.
In seinen eigenen naturwissenschaftlichen Forschungen errichtete Mersenne die experimentelle Methode. Idealisierte Messanordnungen werden demnach zur Untersuchung physikalischer Abhängigkeiten gezielt eingerichtet. Das experimentelle Ergebnis gibt zudem eine vorläufige Begründung des empirischen Phänomens selbst ab. Mersenne sorgte in seiner Korrespondenz für eine offene und rege Vermittlung von Versuchsergebnissen und verschickte auch bereitwillig seine experimentellen Anordnungen.
Ab 1623 suchte er Galilei und Descartes persönlich auf, mit weiteren führenden Gelehrten wie Pierre Gassendi, Gilles Personne de Roberval, Blaise Pascal und Pierre de Fermat korrespondierte er intensiv. Dadurch wurde er ein wichtiger Vermittler von Informationen und Kontakten zwischen den zeitgenössischen Wissenschaftlern. Man sagte, Mersenne von einer Entdeckung zu informieren sei gleich viel wie diese im Druck zu veröffentlichen. Er regte Gassendi zu dessen Erwiderung auf Descartes’ Meditationen an; Huygens machte er auf die Verwendbarkeit des Pendels in der Zeitmessung aufmerksam (was zur Erfindung der Pendeluhr führte).

## Leistungen
Nicht nur als Vermittler, auch als Forscher leistete Mersenne Bedeutendes. So veröffentlichte er 1626 eine Textsammlung Synopsis mathematica zur Mathematik und Mechanik und lieferte Beiträge zur Akustik und Musiktheorie wie auch zur Optik. Weiter untersuchte er Zykloiden.
Berühmt ist seine Liste von – seiner Vermutung nach – Primzahlen {\displaystyle M_{p}}, welche die Form
{\displaystyle M_{p}=2^{p}-1}
haben, wobei {\displaystyle p} ebenfalls eine Primzahl ist. Zahlen mit dieser Eigenschaft nennt man heute Mersenne-Primzahlen. Seine Liste enthielt jedoch Fehler und war zudem nicht vollständig. Gleichwohl regte sie Generationen von Zahlentheoretikern zu weitergehenden Untersuchungen an.
Auf Mersennes Wirken und Vermitteln hin entwickelte sich ab Mitte der 1640er unter den mathematischen Gelehrten der Forschungsgegenstand des Stoß- und Schwingungsmittelpunktes starrer Körper, der einen wesentlichen Einfluss auf die Formulierung der klassischen Mechanik vor ihrer Darstellung durch Isaac Newton hatte. Mersenne gilt als der Urheber der Problemstellung des Stoßmittelpunktes. Er erkannte die hauptsächliche Schwierigkeit in der Gestalts- und Flächenabhängigkeit des schwingenden Körpers. Die Gleichheit von Stoß- und Schwingungsmittelpunkt eines schwingenden Körpers gilt zudem als Mersennes experimenteller Lösungsbeitrag. Jeder Stoßmittelpunkt lässt sich demnach über die Schwingung eines einfachen („mathematischen“) Pendels, aufgehängt an einem masselos angenommenen Faden, ermitteln. Er verifizierte damit die reduzierte Pendellänge einzelner starrer Körper, wie etwa die Pendellänge einer Stange (oder eines Stabes) als {\displaystyle l_{\mathrm {r} }={\frac {2}{3}}l}. Zum Auffinden einer einheitlichen theoretischen Lösung forderte er mitunter Descartes, Cavendish, Fabri, Gassendi, Roberval und Huygens heraus. Descartes schrieb er, die theoretische Lösung dieses Problems würde ihn noch berühmter machen als seine Principia Philosophiae. Und Huygens hat es sich auf Mersennes Zuspruch hin zu seiner Lebensaufgabe gemacht, dieses Problem zu lösen.
In der Akustik untersuchte Mersenne den Zusammenhang von Frequenz und Tonhöhe. Er fand dabei heraus, dass die Frequenz einer schwingenden Saite direkt proportional der Quadratwurzel aus der Spannkraft {\displaystyle F} und umgekehrt proportional der Saitenlänge {\displaystyle l} und der Quadratwurzel des Querschnitts {\displaystyle q} ist:
{\displaystyle v\sim {\frac {1}{l}}{\sqrt {\frac {F}{q\rho }}}}
Mersenne maß auch den ersten Wert für die Schallgeschwindigkeit in Luft (nach Ullmann 1996), indem er die Zeit zwischen der Sichtung eines Mündungsfeuers und der Wahrnehmung des Schusses maß. Er erhielt den (zu hohen) Wert 448 m/s.
In der Harmonie universelle von 1636 versuchte er erneut eine Messung mit einer anderen Methode: Er maß die Zeit, bis der Direktschall als Echo von einer in bekanntem Abstand stehenden Wand zurückkam, und erhielt so den Wert 316 m/s. Der korrekte Wert beträgt etwa 342 m/s.

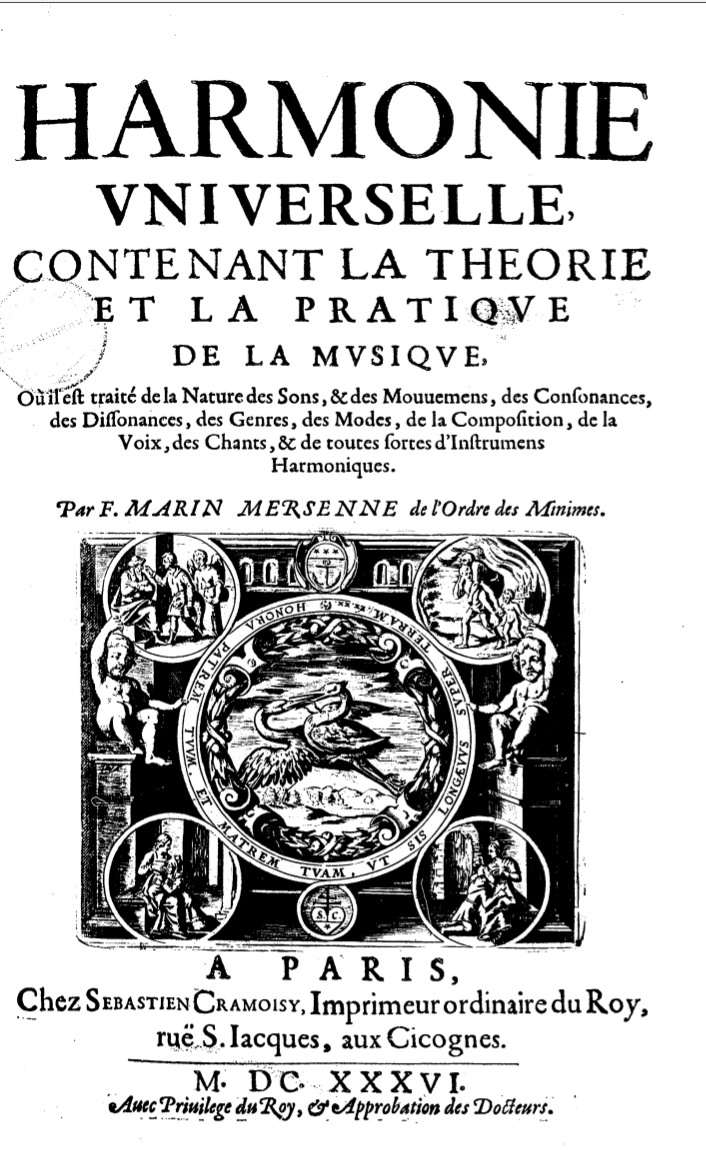
Harmonie universelle (1636)

Mersenne behandelte in seinem Buch Traité de l’harmonie universelle (1636–37) die Musiktheorie („Affektenlehre“) und -praxis seiner Zeit – eine wertvolle Quelle von Informationen zur Musikgeschichte des 17. Jahrhunderts. Unter anderem sind darin genaue Beschreibungen und Abbildungen der ihm damals bekannten Musikinstrumente enthalten. Zu seinen Beiträgen zählt auch sein Vorschlag für den temperierten Halbton, der präziser war als der des Komponisten Vincenzo Galilei.
Zu seinen bekannteren Veröffentlichungen gehören auch Quaestiones celeberrimae in Genesim (1623), eine Streitschrift gegen mystische Lehren, und La Vérité dans les sciences (1625, Die Wahrheit in den Wissenschaften).
Mersenne veröffentlichte 1634 die Schrift Les Mechaniques de Galilée, seine kommentierte Übersetzung des  um 1593 verfassten Manuskripts La Mecaniche von Galilei.
Damit sorgte er maßgeblich für die Verbreitung der Goldenen Regel der Mechanik, wie sie dort explizit anhand der einfachen Maschinen  (Hebel und Waage, Flaschenzug, schiefe Ebene, Rad und Schraube) zum Ausdruck kommt.
Der Mondkrater Mersenius und der Asteroid (8191) Mersenne sind nach ihm benannt.

## Schriften
- Questiones Celeberrimae in Genesim, Paris 1623.
- L’impiété des Déistes, athées et libertins de ce temps. Paris 1624, Faks. Stuttgart-Bad Cannstatt 1975.
- La vérité des sciences: contre les sceptiques ou pyrrhoniens. Paris 1625, Éd. et annot. par Dominique Descotes, Champion, Paris 2003.
- Traité de l’harmonie universelle, Paris 1627, Reprint Corpus des Oeuvres de Philosophie en Langue Francaise, Librairie Anthème Fayard, 2003.
- Questions Harmoniques, Paris 1634.
- Questions inouyes, Questions harmoniques, Questions théologiques, Les Méchaniques de Galilée, Les Préludes de l’harmonie universelle, Paris 1634, Reprint Corpus des Œuvres de Philosophie en Langue Française, Librairie Anthème Fayard, 1985.
- Harmonie universelle: Contenant la théorie et la pratique de la musique. (Paris 1636), Reprint Centre nat. de la recherche scientifique, Paris 1965.
- Cogitata physico mathematica, Paris 1644.
- Harmonicorum, libri XII: in quibus agitur de sonorum natura, causis, et affectibus; de consonantiis, dissonantiis, rationibus, generibus, modis, cantibus, compositione, orbisque totius harmonicis instrumentis. Reprint der Ausgabe Paris 1648; Ed. aucta: Minkoff, Genève 1972, ISBN 2-8266-0368-X.
- Correspondance du P. Marin Mersenne, publiée et annotée par Cornelis de Waard, Bernard Rochot et Armand Beaulieu, 17 Bände. Centre national de la recherche scientifique (CNRS), Paris 1932–1988.